# Гейдж, Генри, 6-й виконт Гейдж
Генри Рейнальд Гейдж, 6-й виконт Гейдж (англ. Henry Rainald Gage, 6th Viscount Gage; 30 декабря 1895 — 27 февраля 1982) — англо-ирландский пэр и политик.

## Биография
Родился 30 декабря 18895 года. Единственный сын Генри Чарльза Гейджа, 5-го виконта Гейджа (1854—1912), и Лейлы Джорджины Пил (1865—1916). Он получил образование в Итонском колледже в 1905 году и колледже Крайст-черч Оксфордского университета, получив в 1919 году со степенью бакалавра искусств.
18 апреля 1912 года после смерти своего отца 16-летний Генри Гейдж унаследовал титулы 6-го виконта Гейджа из Касл-Айленда в графстве Керри (Пэрство Ирландии), 5-го барона Гейджа из Хай-Медоу в графстве Глостершир (Пэрство Великобритании), 6-го барона Гейджа из Каслбара в графстве Мейо (Пэрство Ирландии) и 13-го баронета Гейджа из Фирли в графстве Сассекс (Баронетство Англии), став членом Палаты лордов Великобритании.
Виконт Гейдж участвовал в Первой мировой войне в чине капитана Колдстримского гвардейского полка, принимал участие в боевых действиях во Франции и Бельгии.
В июне 1936 года Генри Гейдж был назначен почетным полковником 5-й полевой бригады Королевской артиллерии. Он занимал должность личного парламентского секретаря министра по делам Индии в 1924—1929 годах и должность лорда в ожидании в 1924—1929 годах. Он также занимал должность заместителя лейтенанта Сассекса в 1927 году, мирового судьи Сассекса и лорда в ожидании в 1931—1939 годах.
Рыцарь-командор Королевского Викторианского ордена с 1939 года.
В 1931 году виконт Гейдж передал в дар библиотеке Уильяма Л. Клементса в Анн-Арборе, штат Мичиган, документы и письма, написанные в 1758—1764 годах его знаменитым родственником, генералом сэром Томасом Гейджем. Позднее (в 1958—1965 годах) Гейдж передал в дар археологическому обществу Сассекса в Льюисе письма и документы своего родственника вице-адмирала сэра Питера Уоррена.
В начале Второй мировой войны семья переехала в дом поменьше, а близлежащая школа для девочек Southover в Льюисе была эвакуирована на короткое время в дом семьи Гейдж в Фирле. После переезда в семейном поместье разместились канадские солдаты. В 1952 году умерла теща Гейджа, оставив произведения искусства его жене Имоджен. Пара решила выставить произведения искусства у себя дома, открыв Firle Place для публичных экскурсий в 1954 году.
Лорд Гейдж был назначен заместителем президента Sussex Wildlife Trust 13 января 1962 года и вышел в отставку на годовом общем собрании акционеров 29 апреля 1967 года. Он указан как директор Over Timber (Fawley) Ltd. и Firle Estate Co.Ltd.
Виконт Гейдж скончался 27 февраля 1982 года в возрасте 86 лет. В церкви Святого Петра в Фирле был установлен витраж художника Джона Пайпера, посвященный его памяти.

## Семья
26 февраля 1931 года Генри Гейдж женился первым браком на достопочтенной Александре Имоджен Клэр Гренфелл (Имоджен) (11 февраля 1905 — 3 января 1969), дочери Уильяма Гренфелла, 1-го барона Десборо, и Этель Энн Присциллы Фейн. Дети от первого брака:
- Джордж Джон Сент-Клер Гейдж, 7-й виконт Гейдж (8 июля 1932 — 30 ноября 1993)[1], старший сын и преемник отца. В 1971 году он женился первым браком на Валери Энн Датч, с которой развелся в 1975 году. В 1990 году он во второй раз женился на Дейдре Мелине Джейн Симмонс. Оба брака были бездетными.
- Генри Николас Гейдж, 8-й виконт Гейдж (род. 9 апреля 1934)[1], в 1974 году он женился первым браком на леди Диане Адриенн Битти, от брака с которой у него было два сына. В 2009 году он во второй раз женился на Александре Темплтон, от брака с которой у него был один сын.
- Достопочтенная Камилла Джейн Гейдж (род. 12 июля 1937)[3], в 1965 году она вышла замуж за сэра Эдварда Стивена Казалета, от брака с которым у неё было трое детей.

14 января 1971 года он вторично женился на Диане Кавендиш (15 сентября 1909—1992), дочери достопочтенного лорда Ричарда Фредерика Кавендиша и леди Мойры де Вере Боклерк. Второй брак был бездетным.